# Phubbing

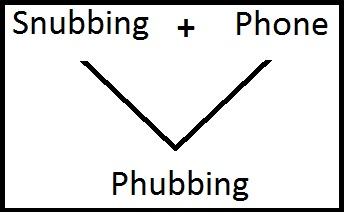
Snubbing + Phone = Phubbing

El phubbing (en anglès, /ˈfʌb.ɪŋ/) consisteix en l'acte d'ignorar o menysprear la persona que l'acompanya en prestar més atenció al mòbil o altres aparells electrònics que a la seva persona. És un terme aparegut l'any 2007 juntament amb l'efervescència dels telèfons intel·ligents, referit a l'ús del terminal en presència d'altres persones. El terme és fruit de la unió de les paraules en anglès "phone" (telèfon) i "snubbing" (menysprear).

Turkle utilitza el concepte "Alone together" (sols junts) per caracteritzar situacions en què  "s'està junts sense estar junts". Es refereix a contextos com restaurants, transports públics, relacions d'amistat o reunions familiars, que les persones deixen de compartir el moment amb qui tenen davant seu per prioritzar l'ús dels seus dispositius tecnològics.

## Història
El terme phubbing va aparèixer a Austràlia l'any 2013, a partir de l'observació directa del jove estudiant Alex Haigh, que va detectar els seus símptomes i els va promoure com una problemàtica que es forja a l'hora d'entaular una conversa amb una altra persona, on els subjectes ja no són concebuts únicament com a les figures principals del procés de comunicació, sinó que aquesta comunicació és traspassada per un element distorsionant que pertorba la relació comunicativa entre els subjectes.
Els estudis realitzats a Austràlia han acabat desembocant en els primers promotors "Antiphubbing", mitjançant la pàgina stopphubbing.com i reporten que el 87% dels adolescents prefereixen comunicar-se per missatges de text que cara a cara i que de mitjana dediquen de dues a tres hores diàries a actualitzar estats en xarxes socials. Segons estudis realitzats per aquest mateix moviment, s'ha arribat a la conclusió que hi ha joves que revisen el seu mòbil cada 15 minuts.

## Causes
Les principals causes del fenomen del phubbing són les propietats addictives que les noves tecnologies tenen en un pla psicològic i indirectament fisiològic. La disseminació de la realitat en diferents estadis és el resultat d'una absorció inicial induïda generalment pel telèfon intel·ligent o un altre objecte tecnològic personal, provocant aquesta falta d'atenció en un o més estadis del nostre entorn i centrant-nos en el virtual.
Com a reacció a aquestes causes, s'han creat diverses pàgines web contra aquest hàbit, una d'aquestes és Stop Phubing, a la qual hi ha una enquesta sobre la posició respecte d'aquest fenomen.